# Éturqueraye
Éturqueraye est une commune française située dans le département de l'Eure en région Normandie.

## Géographie

### Localisation
Éturqueraye est une commune du Nord-Ouest du département de l'Eure en Normandie. Proche de l'axe Rouen - Le Havre, elle jouxte la bordure sud du parc naturel régional des Boucles de la Seine normande et se trouve à quelques kilomètres de deux grandes forêts normandes : la forêt de Montfort au sud et la forêt de la Londe-Rouvray au nord. Elle est localisée au centre ouest de la région naturelle du Roumois, une région naturelle caractérisée par un paysage ouvert où subsistent encore d'importantes structures végétales (haies, arbres isolés, vergers, notamment). Ainsi, malgré des caractéristiques qui l'apparente très fortement à l'openfield, le paysage d'Éturqueraye présente, en plusieurs endroits, le plus souvent aux abords des habitations, des résidus bocagers et des vergers. Au nord, quelques bosquets soulignent la présence de deux légers vallons, seuls reliefs de la commune.
À vol d'oiseau, la commune est à 9 km à l'ouest de Bourg-Achard, à 13,5 km à l'est de Pont-Audemer, à 29,5 km au sud-ouest de Rouen et à 51 km au nord-ouest d'Évreux.
|           | La Haye-Aubrée | Routot        |
| Étréville | Éturqueraye    | Rougemontiers |
|           | Brestot        |               |

### Hydrographie
La commune est située dans le bassin Seine-Normandie. Elle n'est drainée par aucun cours d'eau,.

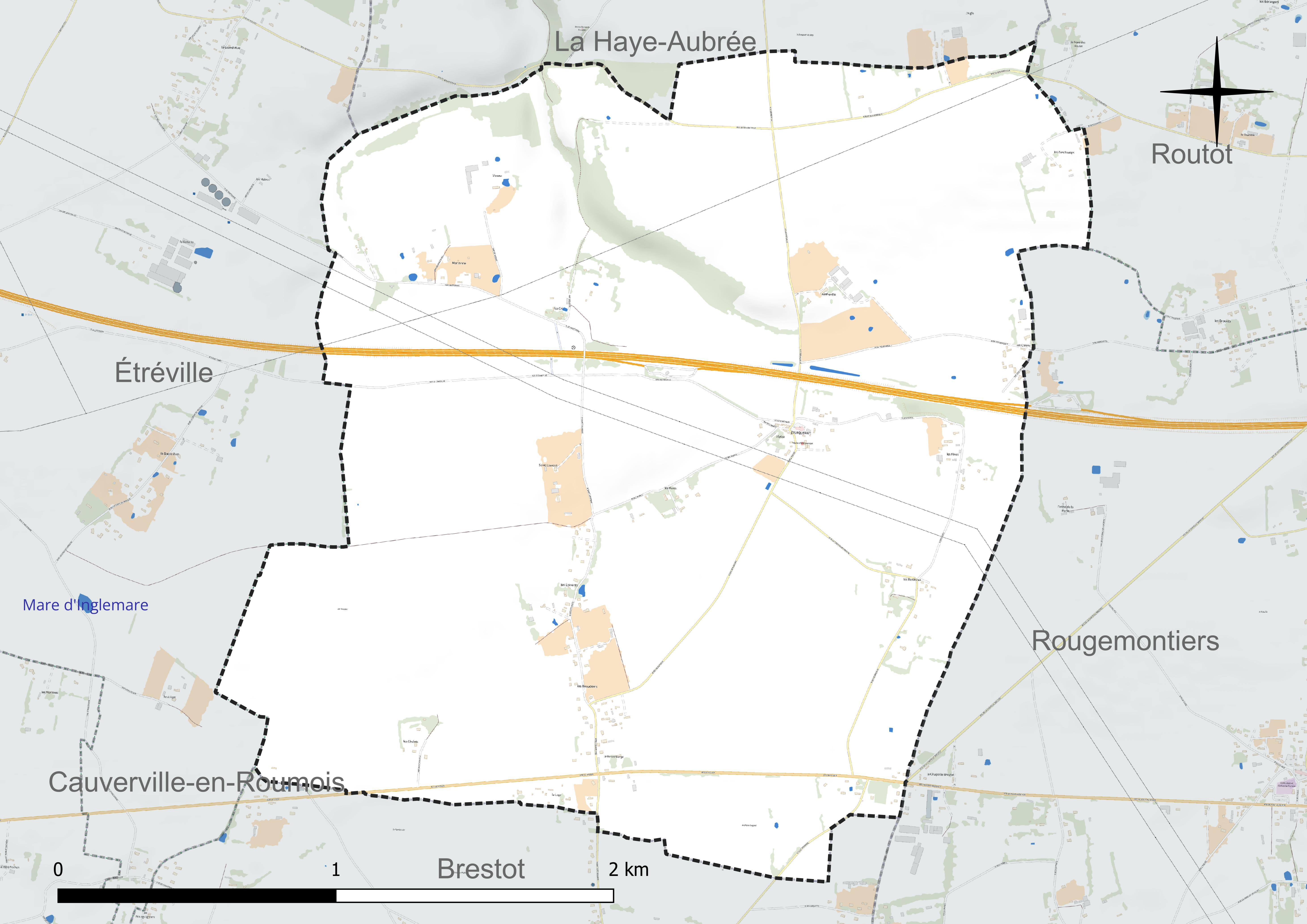
Réseau hydrographique d'Éturqueraye.

### Climat
Pour des articles plus généraux, voir Climat de la Normandie et Climat de l'Eure.
En 2010, le climat de la commune est de type climat des marges montargnardes, selon une étude du CNRS s'appuyant sur une série de données couvrant la période 1971-2000. En 2020, Météo-France publie une typologie des climats de la France métropolitaine dans laquelle la commune est exposée à un climat océanique et est dans la région climatique  Côtes de la Manche orientale, caractérisée par un faible ensoleillement (1 550 h/an) ; forte humidité de l’air (plus de 20 h/jour avec humidité relative > 80 % en hiver), vents forts fréquents. Parallèlement le GIEC normand, un groupe régional d’experts sur le climat, différencie quant à lui, dans une étude de 2020, trois grands types de climats pour la région Normandie, nuancés à une échelle plus fine par les facteurs géographiques locaux. La commune est, selon ce zonage, exposée à un « climat contrasté des collines », correspondant au Pays d’Auge, Lieuvin et Roumois, moins directement soumis aux flux océaniques et connaissant toutefois des précipitations assez marquées en raison des reliefs collinaires qui favorisent leur formation.
Pour la période 1971-2000, la température annuelle moyenne est de 10,4 °C, avec  une amplitude thermique annuelle de 13,9 °C. Le cumul annuel moyen de précipitations est de 839 mm, avec 12,9 jours de précipitations en janvier et 8,5 jours en juillet. Pour la période 1991-2020, la température moyenne annuelle observée sur la station météorologique la plus proche, située sur la commune de Jumièges à 12 km à vol d'oiseau, est de 12,2 °C et le cumul annuel moyen de précipitations est de 843,5 mm,. Pour l'avenir, les paramètres climatiques de la commune estimés pour 2050 selon différents scénarios d’émission de gaz à effet de serre sont consultables sur un site dédié publié par Météo-France en novembre 2022.

## Urbanisme

### Typologie
Au 1er janvier 2024, Éturqueraye est catégorisée commune rurale à habitat dispersé, selon la nouvelle grille communale de densité à 7 niveaux définie par l'Insee en 2022.
Elle est située hors unité urbaine. Par ailleurs la commune fait partie de l'aire d'attraction de Rouen, dont elle est une commune de la couronne,. Cette aire, qui regroupe 317 communes, est catégorisée dans les aires de 200 000 à moins de 700 000 habitants,.

### Occupation des sols
L'occupation des sols de la commune, telle qu'elle ressort de la base de données européenne d’occupation biophysique des sols Corine Land Cover (CLC), est marquée par l'importance des territoires agricoles (100 % en 2018), une proportion identique à celle de 1990 (100 %). La répartition détaillée en 2018 est la suivante : 
terres arables (73,2 %), prairies (22,9 %), zones agricoles hétérogènes (3,9 %). L'évolution de l’occupation des sols de la commune et de ses infrastructures peut être observée sur les différentes représentations cartographiques du territoire : la carte de Cassini (XVIIIe siècle), la carte d'état-major (1820-1866) et les cartes ou photos aériennes de l'IGN pour la période actuelle (1950 à aujourd'hui).

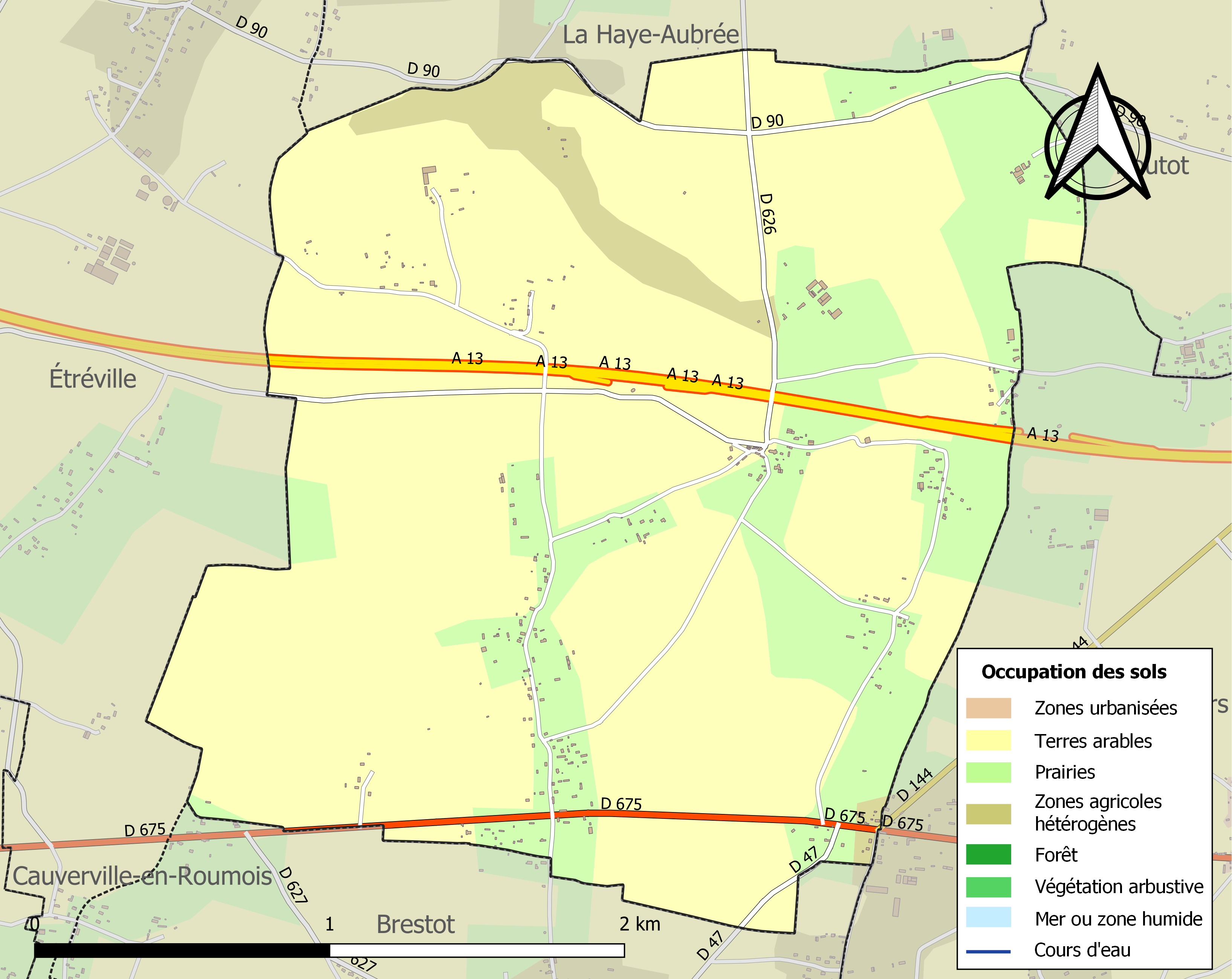
Carte des infrastructures et de l'occupation des sols de la commune en 2018 (CLC).

## Toponymie
Le nom de la localité est attesté sous la forme Stortreta en 1040 (Prononcer « Storcreta », t notant souvent c au Moyen Âge) en 1040, puis Estorquerée au XIIIe siècle (p. d’Eudes Rigaud), Saint Martin de la Turquerée en 1400, Turqueraie et Turquerais en 1439 (cartulaire du Bec).
François de Beaurepaire identifie dans le premier élément Étur- le nom de personne scandinave Styr / Stur et considère le second élément -creta > -queraye comme obscur.
En réalité les formes les plus anciennes en Stor- > Estor- rendent difficiles cette interprétation. Il représente plutôt l'ancien scandinave stórr « grand, gros » (islandais stór, norvégien stor, même sens), suivi d'un appellatif, peut-être klettr « colline, falaise, rocher, pierre ». C'est le même appellatif que l'on retrouverait dans Helecrite (1549), hameau à Ingouville, Seine-Maritime et Vattecrist (Colleville, Seine-Maritime, peut-être [D. sacerdote de] Wateclite, sans date, Arch. S.-M. 7 H bar. du Jardin).
Remarque : la graphie -queraye est fallacieuse, car l'élément -creta a régulièrement évolué en -*craye (tout comme le suffixe -eta > -aye > -aie cf. chênaie). La prononciation traditionnelle est donc « éturcrai » conformément à l'étymologie.

## Politique et administration
| Période                                  | Période  | Identité         | Étiquette | Qualité |
| ---------------------------------------- | -------- | ---------------- | --------- | ------- |
| mars 2001                                | 2020     | Didier Caillouel |           |         |
| 2020                                     | En cours | Claude Gence     |           |         |
| Les données manquantes sont à compléter. |          |                  |           |         |

## Démographie
L'évolution du nombre d'habitants est connue à travers les recensements de la population effectués dans la commune depuis 1793. Pour les communes de moins de 10 000 habitants, une enquête de recensement portant sur toute la population est réalisée tous les cinq ans, les populations de référence des années intermédiaires étant quant à elles estimées par interpolation ou extrapolation. Pour la commune, le premier recensement exhaustif entrant dans le cadre du nouveau dispositif a été réalisé en 2007.

En 2022, la commune comptait 303 habitants, en évolution de +4,12 % par rapport à 2016 (Eure : −0,25 %, France hors Mayotte : +2,11 %).
| 1793 | 1800 | 1806 | 1821 | 1831 | 1836 | 1841 | 1846 | 1851 |
| ---- | ---- | ---- | ---- | ---- | ---- | ---- | ---- | ---- |
| 522  | 454  | 533  | 549  | 425  | 460  | 405  | 372  | 382  |

| 1856 | 1861 | 1866 | 1872 | 1876 | 1881 | 1886 | 1891 | 1896 |
| ---- | ---- | ---- | ---- | ---- | ---- | ---- | ---- | ---- |
| 381  | 340  | 342  | 325  | 307  | 276  | 273  | 295  | 280  |

| 1901 | 1906 | 1911 | 1921 | 1926 | 1931 | 1936 | 1946 | 1954 |
| ---- | ---- | ---- | ---- | ---- | ---- | ---- | ---- | ---- |
| 258  | 237  | 226  | 193  | 219  | 199  | 211  | 194  | 219  |

| 1962 | 1968 | 1975 | 1982 | 1990 | 1999 | 2006 | 2007 | 2012 |
| ---- | ---- | ---- | ---- | ---- | ---- | ---- | ---- | ---- |
| 225  | 203  | 200  | 237  | 237  | 245  | 267  | 270  | 280  |

| 2017 | 2022 | - | - | - | - | - | - | - |
| ---- | ---- | - | - | - | - | - | - | - |
| 298  | 303  | - | - | - | - | - | - | - |

## Culture locale et patrimoine

### Lieux et monuments
Éturqueraye compte de nombreux édifices inscrits à l'inventaire général du patrimoine culturel :
- L'église Saint-Martin (XIIe, XIIIe, XIVe, XVe et XIXe)[28] ;
- Le presbytère (XVIIIe)[29] ;
- Un château des XVIIe, XVIIIe et XIXe siècles au lieu-dit Amfreville[30]. Le corps central du logis date du XVIIe siècle, les parties agricoles du XVIIIe siècle et les corps latéraux du logis du XIXe siècle[30].
- Trois fermes : la première des XIIIe et XVIIIe siècles au lieu-dit Vienne[31], la deuxième du XVIIIe siècle au lieu-dit la Loge[32] et la troisième des XVe et XVIIe siècles au lieu-dit les Baudoins[31].

Sont également inscrits à cet inventaire, deux édifices aujourd'hui détruits :
- Le manoir du Val[33] ;
- Une léproserie dite Léproserie de Madeleine de Brestot[34]. Mentionnée en 1264, elle était placée sous le patronage de l'archevêque de Rouen[34].

Église Saint-Martin
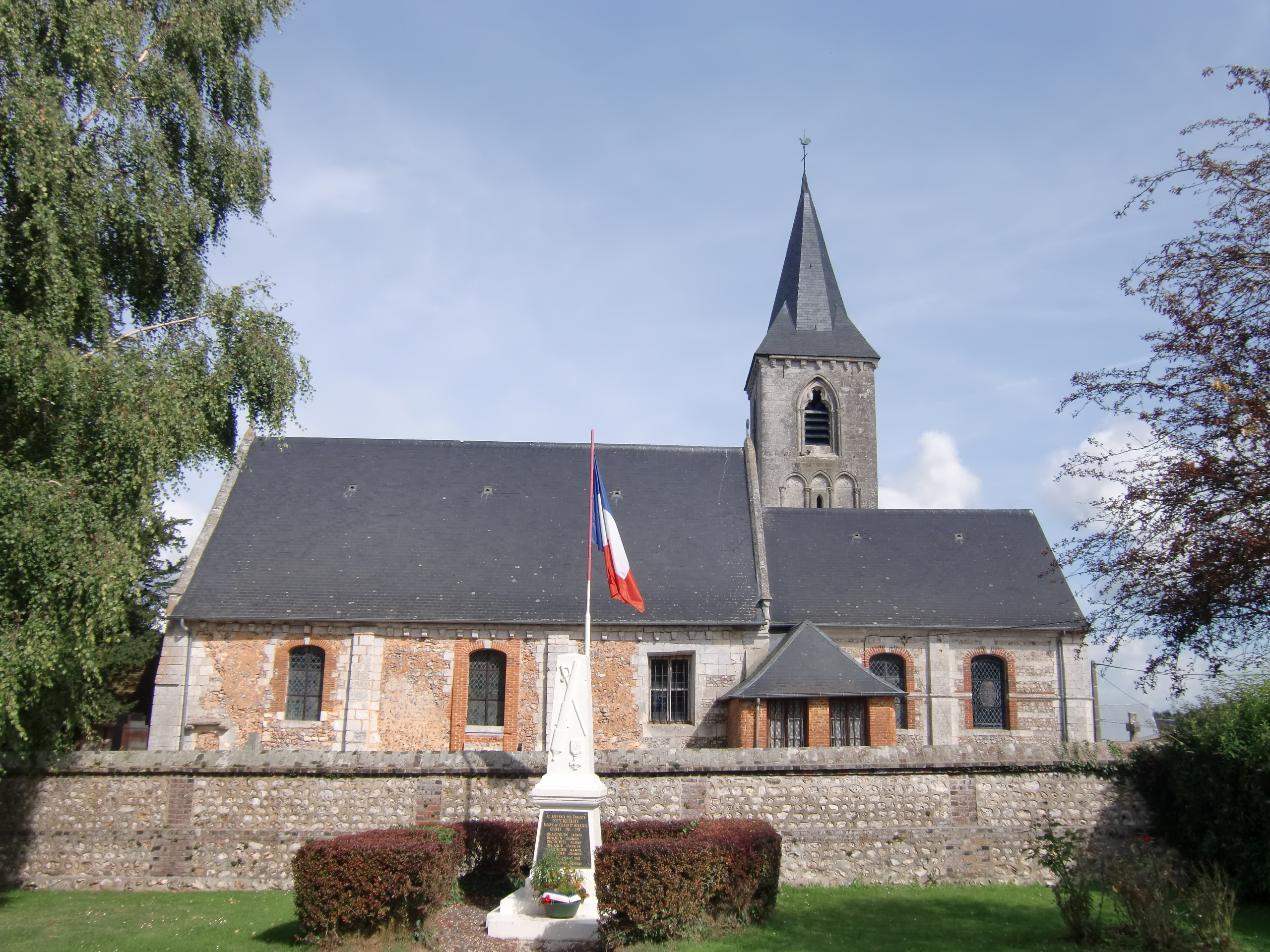
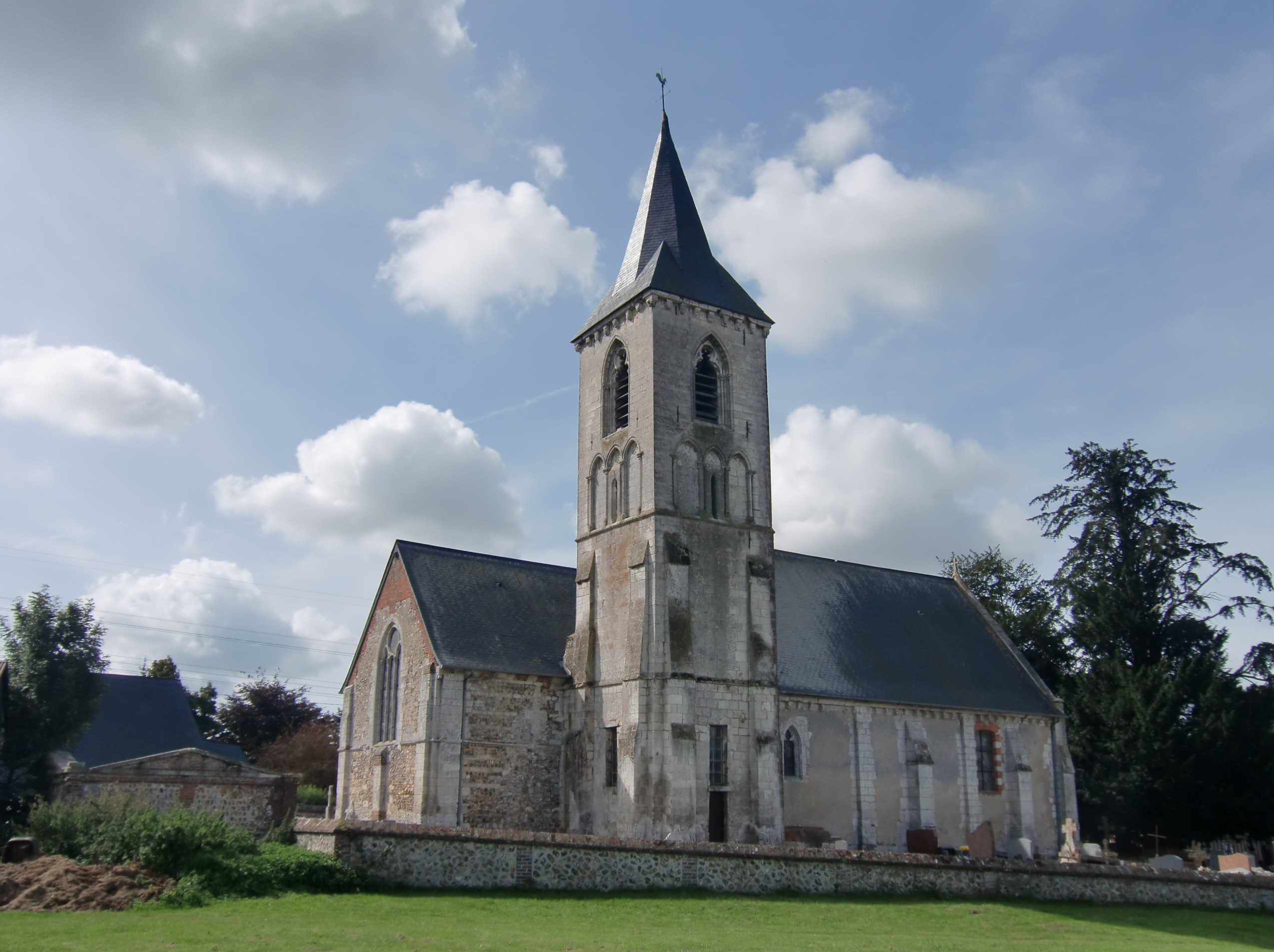

### Patrimoine naturel

#### Site classé
- Les deux ifs situés dans le cimetière  Site classé (1928)[35].